# Казанские Кораны
Казанские мусхафы — мусхафы, напечатанные с 1802 по 1859 год в Казани в первой в мире мусульманской типографии. Было опубликовано до 150 тысяч экземпляров полного текста и, по существу, Казанские Кораны вытеснили в Европе предшествовавшие издания Корана.
Казанские мусхафы получили широкое хождение и неоднократно воспроизводились на Востоке. По мнению Е. А. Резвана, возможно, именно они сыграли решающую роль в многовековом процессе закрепления единообразия текста Корана.

## История
По указу Екатерины II в 1787 году в типографии Академии Наук в Петербурге впервые в России был напечатан полный арабский текст Корана для бесплатной раздачи «киргизцам». Коран был напечатан специально отлитым для этой цели шрифтом, который воспроизводил почерк одного из лучших каллиграфов и превосходил все арабские шрифты, существовавшие тогда в типографиях Европы. Это издание существенно отличалось от европейских прежде всего тем, что носило мусульманский характер: текст к печати был подготовлен муллой Усманом Ибрахимом.
Первый тираж Корана был напечатан за государственный счёт. В Петербурге с 1789 по 1798 год вышло 5 изданий Корана.
В 1802 году арабский шрифт типографии Академии Наук передается специально созданной в Казани мусульманской типографии. В последующем Казанские Кораны распространились по всему мусульманскому миру. В Казани за 57 лет было напечатано до 150 тысяч экземпляров священного текста.